# Lysiteles curvatus
Lysiteles curvatus là một loài nhện trong họ Thomisidae.
Loài này thuộc chi Lysiteles. Lysiteles curvatus được miêu tả năm 2008 bởi Guo Tang et al..